# 9812 Danco
A 9812 Danco (ideiglenes jelöléssel 1998 SJ144) a Naprendszer kisbolygóövében található aszteroida. Eric Walter Elst fedezte fel 1998. szeptember 18-án.